# Dead Women in Lingerie

Dead Women In Lingerie est un film d'Erica Fox réalisé en 1990 et sorti en 1991.

## Synopsis
Un détective privé est chargé de retrouver un tueur en série qui assassine des ouvrières immigrées employées dans l'industrie du textile...

## Fiche technique
- Réalisation : Erica Fox
- Scénario : Erica Fox et John Romo
- Pays :  États-Unis
- Production : Seagate Films
- Distribution : Monarch Home Video
- Genre : thriller
- Année : 1991
- Durée : 86 min
- Date de sortie en salle : Modèle:Date1991

## Distribution
- John Romo : Nick
- Jerry Orbach : Bartoli
- Maura Tierney : Molly Field
- Dennis Christopher : Lapin
- June Lockhart : Ma
- Laura Harring : Marcia